# جليد لاصق

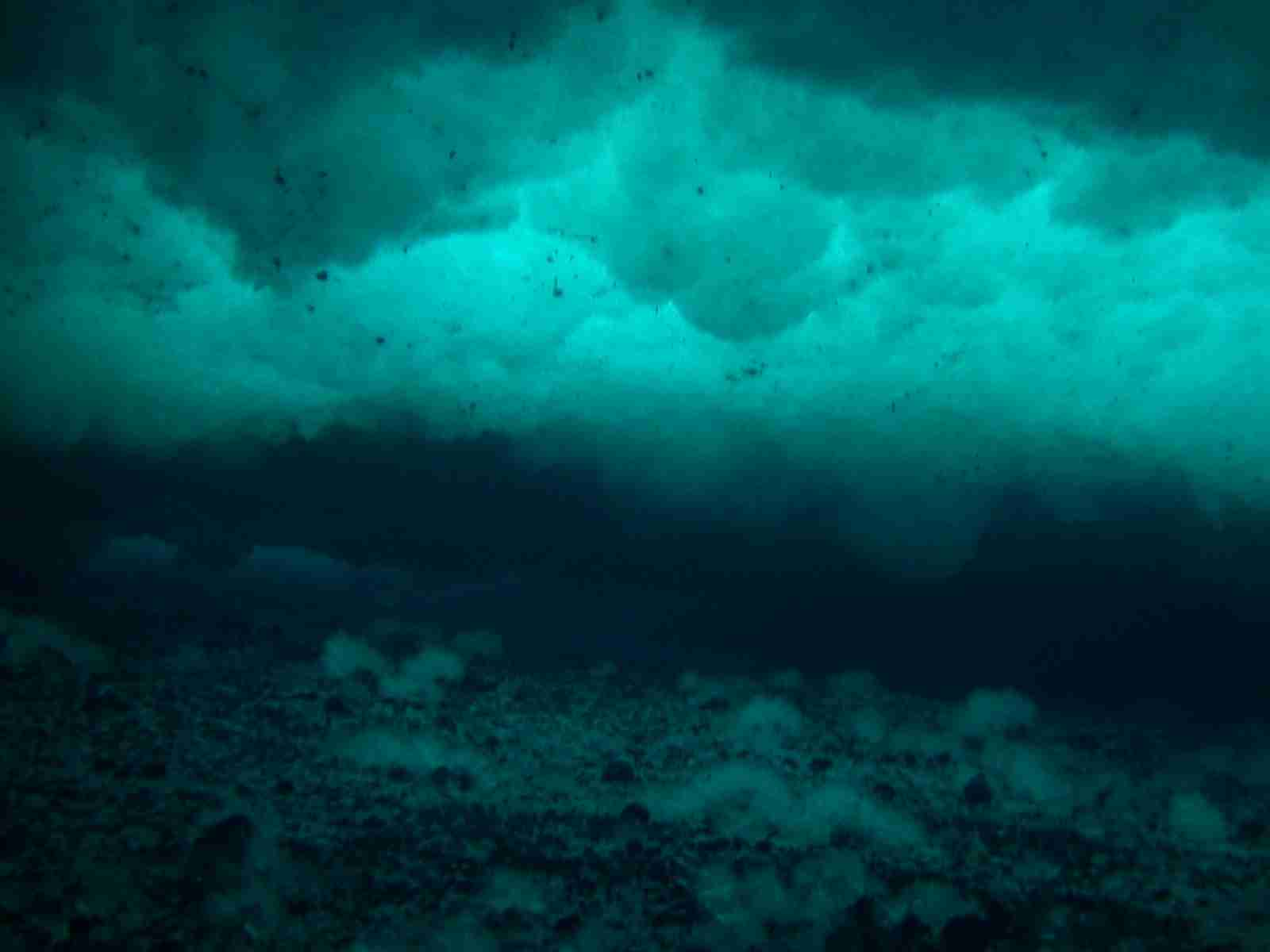
جليد لاصق ينمو في قاع البحر في القارة القطبية الجنوبية

الجليد اللاصق تعرفه المنظمة العالمية للأرصاد الجوية بأنه «جليد مغمور ملتصق أو مثبت في القاع، بغض النظر عن طبيعة تكوينه».  يُلاحظ الجليد اللاصق في الأنهار سريعة التدفق خلال فترات البرد الشديد، وعند مصبات الأنهار التي تتدفق إلى مياه البحر شديدة البرودة، وفي الجرف القاري الضحل أو في منطقة المد والجزر أثناء العواصف أو بعدها عندما تكون درجة حرارة الهواء أقل من نقطة انصهار الماء، ومنطقة المد والجزر في القطب الجنوبي على طول الجروف الجليدية أو بالقرب من الألسنة الجليدية العائمة، وفي البحيرات الضحلة.